# Pseudotolithus
Pseudotolithus – rodzaj ryb z rodziny kulbinowatych (Sciaenidae).

## Klasyfikacja
Gatunki zaliczane do tego rodzaju:
- Pseudotolithus brachygnathus
- Pseudotolithus elongatus
- Pseudotolithus epipercus
- Pseudotolithus moorii
- Pseudotolithus senegalensis
- Pseudotolithus senegallus
- Pseudotolithus typus